# 磯辺行久
磯辺 行久（いそべ ゆきひさ、1936年 - ）は、日本の芸術家。東京都京橋区（現・八重洲）生まれ。1959年、東京藝術大学絵画科卒業。1950年代の抽象と1960年代のポップアートを繋いだ。1976年、千葉県長生郡長南町に、「磯辺行久美術館」が開館した（2022年閉館）。また、新潟県十日町市角間未には、「磯辺行久記念 越後妻有清津倉庫美術館」がある。

## 年譜

### 1930年代

#### 1935年（昭和10年）
○11月8日　東京府京橋区槙町1丁目（現在の東京都中央区八重洲4丁目）に生まれる。

### 1950年代

#### 1951年（昭和26年）
○都立上野高校入学。在学中、同級の鶴岡弘康から版画の加藤正を紹介される。
○油彩画《風景》を制作

#### 1954年（昭和29年）
○東京藝術大学美術学部（油画専攻）入学。小磯良平教室に入る。同学年に、工藤哲巳、高松次郎、鶴岡弘康、中西夏之、篠原有司男、島田章三、井上悟らがいた。

#### 1955年（昭和30年）
○井山忠行、鶴岡弘康と共に、加藤正からデモクラート美術協会への入会を誘われる。
○9月『会報デモクラート』第1号（9月10日）の消息欄に、新会員として磯辺の名前が記される。
□9月14日〜20日　第5回デモクラート展（東京、美松書房画廊）《作品》
○11月『会報デモクラート』第3号の編集所が磯辺方に変更される。
○12月『会報デモクラート』第4号の編集を井山、鶴岡と共に担当（編集所は鶴岡方に変更）、「もっと技術的な問題も」を寄稿。

#### 1956年（昭和31年）
○1月『会報デモクラート』第5号の編集を4号と同じメンバーで担当。
□2月11日〜19日　デモクラート5人展（東京、タケミヤ画廊）
□2月28日〜3月4日　リトグラフィー9人展（大阪、阪急百貨店）
□3月1日〜17日　第8回読売アンデパンダン展（東京都美術館）《人間の季節》《二つの原型》《リトグラフ》《作品》
○8月5日〜9日　創造美育セミナー（長野県、戸倉）に参加。エッチング講習会が開かれる。
□8月18日〜23日　第6回デモクラート展（東京、松村画廊）
□9月19日〜30日　西欧と日本　現代石版画展ー久保コレクションー（本間美術館）
□日付不明　デモクラート3人展（東京、美松書房画廊）

#### 1957年（昭和32年）
□1月11日〜20日　第3回銅版画展（東京、タケミヤ画廊）
□2月25日〜3月12日　第9回読売アンデパンダン展（東京都美術館）《太陽と不毛》《怒り》
○6月　靉嘔によるデモクラート美術協会解散通知。今泉篤男、久保貞次郎、大下正男による「版画友の会」が発足し、磯辺は版画を提供する。
□6月15日〜7月14日　第1回東京国際版画ビエンナーレ展（東京、読売会館）No.41《二つの原型》　《祭り》
□6月30日〜7月11日　ニッポン展（東京都美術館）

#### 1958年（昭和33年）
□3月12日〜27日　第10回読売アンデパンダン展（東京都美術館）No.609《北回帰線》
○卒業制作で、課題の群像ではなく抽象表現を選んだため受理されず。

#### 1959年（昭和34年）
○この頃、青山北町1丁目に戸建てのアトリエを持ち、リトグラフのプレス機を購入。大橋化学（旧漆）工業社長でコレクターの大橋嘉一氏が数年にわたり定期的に版画作品を購入（大橋コレクションの中の磯辺の版画作品およそ480点は現在、国立国際美術館に収蔵されている）。
○藝術大学の評議員であり大橋賞の創設者でもあった大橋嘉一氏から卒業証書を受けとることで卒制の再提出なしで事実上の卒業が認められる。このことが後年ペンシルベニア大学大学院でのポスト・グラデュエイトへの編入に役立つ（卒業制作は現在山本陽一氏のヤマゲン・コレクションに収蔵されている）。
□2月28日〜3月15日　第11回読売アンデパンダン展（東京都美術館）《青い斑点》
○9月　軽井沢で、久保貞次郎、オノサト・トシノブ、高森俊一、尾崎正教等と合宿に参加。

### 1960年代

#### 1960年（昭和35年）
□3月1日〜16日　第12回読売アンデパンダン展（東京都美術館）No.412《作品’60-8》《作品’60-7》
□11月5日〜12月4日　第2回東京国際版画ビエンナーレ展（東京、国立近代美術館、翌年まで大阪に巡回）《作品’60-19》《作品’60-26》《作品’60-29》

#### 1961年（昭和36年）
□3月2日〜16日　第13回読売アンデパンダン展（東京都美術館）No.407《モニュメント0》《モニュメント3》《モニュメント7》《モニュメント11》《モニュメンント13》
1962年（昭和37年）
□3月2日〜16日　第14回読売アンデパンダン展（東京都美術館）No.209《WORK’61-25》《WORK’62-2》《WORK’62-6》《WORK’62-11》《WORK’62-12》
□4月26日〜5月21日　反復の構造展（パリ、スタドラー画廊）ミシェル・タピエ企画《WORK’61-1》《WORK’62-5》
□6月18日〜8月5日　構造とスタイル展（トリノ市立近代美術館）ミシェル・タピエ企画《WORK’61-1》《WORK’62-5》
□10月6日〜11月11日　第3回東京国際版画ビエンナーレ展（東京、国立近代美術館、翌年まで大阪に巡回）《WORK’62-23》《WORK’62-24》《WORK’62-25》審査員として来日したピエール・レスタニーが イヴ・クラインを追悼する儀式に瀧口修造、久野真らと立ち会う。
■12月10日〜22日　初めての個展（東京画廊）《WORK’62-41》他

#### 1963年（昭和38年）
□1月5日〜13日　第14回朝日選抜秀作美術展（東京、日本橋三越）《WORK》
□3月2日〜16日　第15回読売アンデパンダン展（東京都美術館）No.368《WORK’62-50》《WORK’62-53》《WORK’62-54》
□3月15日〜17日　第7回サンパウロ・ビエンナーレ国際美術展参加作品国内展示会（ブリヂストン美術館）
□5月10日〜30日　第7回日本国際美術展（東京都美術館）《WORK’63-45》が優秀賞を受賞（現在、京都国立近代美術館蔵）
□6月9日〜9月15日　第5回リュブリアナ国際版画ビエンナーレ（リュブリアナ近代美術館）No.857《WORK’63-2》No.858《WORK’63-8》No.859《WORK’63-7》
□9月28日〜12月　第7回サンパウロ・ビエンナーレ（サンパウロ美術館）No.74《WORK’62-19》No.75《WORK’62-20》No.76《WORK ’62-35》No.77《WORK’62-38》No.78《WORK’63-13》No.79《WORK’63-17》No.80《WORK’63-21》No.81《WORK’63-22》No.82《WORK ’63-23》No.83《WORK’63-25》No.84《WORK’63-26》No.85《WORK’63-28》No.86《WORK’63-34》No,87《WORK ’63-35》No.88《WORK’63-36》No,89《WORK’63-37》No.90《WORK ’63-38》No.91《’63-39》No.92《WORK ’63-41》No.93《WORK ’63-42》
○平河町の全国共済農業協同組合連合会ビルの玄関ロビーのための壁画を制作する。現代美術のコレクターでもあった建築家の吉原慎一郎（創和設計）が、同ビルの設計にあたり、東京画廊を通し、磯辺行久や流政之等の現代作家に壁画制作を依頼した。壁画の制作と設置はその夏、建設中のビルの工事現場の中で行われた。

#### 1964年（昭和39年）
□1月5日〜12日　第15回選抜秀作美術展（東京、日本橋三越）No.98 《WORK’63-45》
□1月7日〜18日　戦後美術コミックとユーモア展（東京、サトウ画廊）
□第2回アートクラブ展（東京、椿近代画廊）
□4月4日〜5月10日　現代美術の動向　絵画と彫塑（国立近代美館京都分館）
■4月6日〜18日　第2回個展（東京画廊）No.1《WORK’64-7&8》No.2《WORK’64-11&12》No.3《WORK’64-5&6》No.4《WORK’64-13》No.5《WORK ’64-16》No.6《WORK’64-14&15》No.7《WORK’64-17》No.8《WORK’64-18》
□5月10日〜30日　第6回現代日本美術展（東京都美術館）No.252 版画部門《WORK’64-50）（風神・雷神）No.253 版画部門課題作品《WORK’63-80&81（東京オリンピック賛歌）》
□6月17日〜7月8日　今日の作家’64年展（横浜市民ギャラリー）《WORK’64-3&4》《WORK’64-9&10》《WORK’63》
□8月14日〜9月4日　直感と形態の実現展（ブエノスアイレス、視覚芸術センター）
□10月5日〜17日　TOKYO1964（東京画廊）
□10月1日〜11月29日　現代日本絵画展（ワシントン、コーコラン美術館他4館を巡回）No.13《WORK’63-54》No.14《WORK ’64-1&2》No.15《WORK’64-7&8》
□11月14日〜12月20日　第4回東京国際版画ビエンナーレ展（東京、国立近代美術館、翌年まで大阪に巡回）《WORK’64-10》《WORK ’64-13》
□12月1日〜27日　第1回長岡現代美術館賞展（長岡現代美術館）《WORK’63-87》《WORK’64-63～87》
○12月　「長岡現代美術館賞展」審査と「日本の新しい絵画と彫刻展」の準備のため来日したニューヨーク近代美術館版画部長のウィリアム・リーバーマンが青山のアトリエを訪ね、同展出品作品の選定と、ダートマス大学で開催する「日本文化際」のためのポスターのデザインを磯辺に依頼する。
○東京文京区Ｔ氏邸のためのステンド・グラス《火炎太鼓》を制作（後に再製作され現在桐生市の大川美術館に設置されている）。

#### 1965年（昭和40年）
□4月29日〜6月13日　新しい日本の絵画と彫刻展（サンフランシスコ美術館、ニューヨーク近代美術館他米国内6館を1967年まで巡回）《Untitled》（サンフランシスコのブルックス・ウオーカー蔵）なお現在ニューヨーク近代美術館には、1962から1963年に制作されたレリーフ・プリントが4点と1968年から1969年のシルク・スクリーン5点が収蔵されている。
□5月10日〜30日　第8回日本国際美術展（東京都美術館他8館を7月まで巡回）《WORK’65-50》
○東京のクラブ燕雀のワインロッカーのデザインを行う。
■6月14日〜7月3日　個展（東京画廊、三菱銀行六本木支店）No.1《WORK》No.3《WORK》No.4《WORK》No.5《WORK》No.6《WORK》No.7《WORK》No.8《WORK》No.9《WORK》No.10《WORK》No.11《WORK》No.12《WORK》No.13《WORK》No.14《WORK》No.15《WORK》No.16《WORK》No17《WORK》No.18《WORK》No.19《WORK》No.20《WORK》No.21《WORK》
□6月19日〜　第6回リュブリアナ国際版画ビエンナーレ（リュブリアナ近代美術館）No.351《WORK’65-1》No.352《WORK’65-2》No.353《WORK’65-3》
■6月26日〜7月6日　個展（ヴェニス、カヴァリーノ画廊）《WORK’65-10》等
○東京画廊での個展のオープニングに顔を出し、羽田に直行した磯辺は、その月末にヴェニスで開催される個展の準備のため、渡欧する。カルダッツオの経営するカヴァリーノ画廊での個展終了後、イタリア（ミラノ、フィレンツエ、シエナ）、スペイン（マジョルカ島、ヘロナ、バルセロナ、マドリッド）、フランス（パリ）の諸都市を回り、9月にニューヨークに向かい、マンハッタンに定住する。当初は49丁目に、その後1969年まで33ボンド・ストリートに住む。
□9月21日〜10月16日　9人の日本作家展（ニューヨーク、ステンフリー画廊）

#### 1966年（昭和41年）
□1月21日〜26日　みづゑ創刊60周年記念　戦後20年現代日本版画展（新宿、京王百貨店）《WORK’63-45》《WORK’63-46》《WORK（凧）’63》
○ニューヨークでグリーン・カード（労働許可証）を取得。
○1965年東京在住時にデザイン・色彩計画を担当した横浜市立根岸プール・センターが完成する。

#### 1967年（昭和42年）
□5月10日〜30日　第9回日本国際美術展（東京都美術館他6館を11月まで巡回）No.368《コンストラクション・システム》（協力　尾崎正教）
□5月20日〜6月18日　近代日本の版画（東京国立近代美術館）《WORK’62-24》《WORK’62-25》
□6月3日〜8月31日　第7回リュブリアナ国際版画ビエンナーレ（リュブリアナ近代美術館）No.278《Untitled 1》No.279《Untitled 2》No.280《Untitled3》
○7月　ニューヨーク建築連盟へのプロポーザル「スカルプチャー・イン・ザ・ストリート」は、5月の日本国際美術展の出品作を大型化し、都市の中での設置を提案したもの。金属や木材による矩形を単位とする立体作品「コンストラクション」は、模型のほか、コネチカット州の個人コレクター宅の庭に実際に設置されることもあった。この頃モントリオール万国博覧会を雑誌の取材で訪れ、バックミンスター・フラー設計のアメリカ館のドームなど、重力から解放された新しい素材と構造の構築物に関心を寄せる。
□11月　プレミオ・ビエラ国際版画展1967（ビエラ美術家クラブ／ビエラ市立美術館）《Untitled》
□ニューヨーク市の人材局（Human Resources Administration, City of New York、Dept. of Parks）に勤務。

#### 1968年（昭和43年）
□5月10日〜30日　第8回現代日本美術展（東京都美術館他6館を10月まで巡回）No.186《INFLATABLE DOUBLE MEMBRANE STURUCTURE ’68-1》
□11月2日〜12月15日　第6回東京国際版画ビエンナーレ展（東京国立近代美術館、翌年まで京都に巡回）《フラー・ドーム》《Specification and Installations for Dartmouth College Art Festival（スモーク・ストラクチュア）》《SPECIFICATION CORDINATE SYSTEM MEMBRANE STRESSES FOR A SPHERICAL & CYLINDRICAL SHELL》
□11月24日〜1969年1月5日　E.A.T. SOME MORE BEGINNING展（ブルックリン美術館）Ｎo.56《DOUBLE SKIN STRUCTURE》美術家とエンジニアが協働してひとつの作品を出品するE.A.T.（Experiment in Art and Technology）の展覧会に、磯辺はエンジニアの大江正典と、ビニール製の巨大な空気構造作品を、美術館の入口ロビーに設置した。各パーツは送風機によって、内圧が保たれ壁に立てかけられたので、来館者はただ眺めるだけでなく、その下を通り抜けることができた。
○12月31日　ニューヨーク市文化・公園・余暇課に勤務していた磯辺は、セントラル・パークのベセスダ ファウンテンで開催される、市主催の大晦日の催しのために、三角錐の空気構造を制作（同様の構造物は、1970年のフェニックス・ハウス・サマーハプニングのエア・ドームの中にも置かれた）。

#### 1969年（昭和44年）
□3月21日〜25日　オノサト・トシノブ　磯辺行久　アイ・オー三人展（愛知県美術館集会室）
○3月23日　フローティング・シアターにおける、ジャド・ヤルカットのミクスト・メディア・パフォーマンス《ドリーム・リール》（オネオンタ・ニューヨーク州立大学）。パラシュートの下方から風を送って、円蓋型のスクリーンをつくり、複数のプロジェクターとスピーカーを配して、映像と音響の新しい形を提案する試み。大学構内の上映の後、磯辺と映像作家ヤルカットの協働は様々なかたちで展開することになる。
○この頃、ライト・アートの作家カッセン＆スターンの《シアター・オブ・ライト》（ハートフォード、トリニティ・カレッジ）のために、空気構造を制作する。前年までの空気構造が、膜の外側から観賞するものだったのに対し、この空気構造は、来場者が空気構造の内側に入り、ライト・アートを愉しむものであった。
○4月から6月頃にかけて、パラシュートを屋外の広い場所で飛ばし、風向きによって様々なかたちを造り出す「フローティング・スカルプチャー」に熱中する。この頃、ブルックリンのプロスペクト・パークで開催されたスプリング・フェスティバルでもパラシュート・キャノピー・プロジェクトを行っている。
□5月10日〜30日　第9回現代日本美術展〈現代美術20年の代表作〉（東京都美術館他8館を11月まで巡回）No.96《WORK’62-45》No.97《PLAN OF THE PARA-COMMANDER》
□6月6日〜8月31日　第8回リュブリアナ国際版画ビエンナーレ（リュブリアナ近代美術館）No.336《SPECIFICATION CORDINATE SYSTEM MEMBRANE STRESSES FOR A SPHERICAL & CYLINDRICAL SHELL》No.367《SPECIFICATIONS AND INSTALLATION INSTRUCTIONS FOR WESTERN AIR STRUCTURE》No.368《ROOM WITH POSITIVE AND NEGATIVE PRESSURE: SPECIFICATION AND INSTRUMENTATION SCHEMATIC》
○7月20日〜21日　MOON SITE（セントラル・パーク、シープ・メドウ）。アポロ宇宙船の月面着陸のテレビ実況中継放送（キャスター、ウォルター・クロンカイト）が、市長や市民が集まる中、公園に設置された大型スクリーンに投影された。NY市文化・公園・余暇課主催のこの催しの際に磯辺は熱気球に乗り、パラシュート・スカルプチャーを放った。
○8月2日　フローティング・シアターにおける《ライフ・オン・ザ・ムーン》（ギンベル・デパート）。
○9月7日　フェニックス・ハウス・サマー・ハプニング1969（ハート・アイランド、クイーンズ）。ニューヨークの麻薬更正施設フェニックス・ハウスの活動資金調達のためのイベントの際に、7月のセントラル・パークでの熱気球飛行を見た担当者が磯辺に、熱気球飛行のセッティングを依頼した。マンハッタンの北東部、同施設のあるハート・アイランドで行われたこの飛行にあたり、作曲家のデイヴィド・バーマンが音響を担当した。この試みは、当時磯辺とバ－マン、熱気球会社の三者が協働して申請していた、1970年の大阪万博のペプシ・コーラ館におけるライブ・プログラムのプロポーザルの実験という位置づけをもっていた。
○9月7日〜10月5日、26日　第7回ニューヨーク・アヴァンギャルド・フェスィヴァル（ワーズ島、ミルロック島、イーストリバーの中州）。チェリストのシャロット・モーマンが毎年企画していたアヴァンギャルド・フェスティヴァルは、年ごとに規模が拡大していた。市文化・公園・余暇課の後援を受けていたこの催の会場を探していたモーマンと共に、磯辺はマンハッタンの対岸にあるワーズ島、ミルロック島での開催を検討した。更に磯辺は、チェロ演奏を行うモーマンが乗る熱気球に同乗した。
○9月頃、グルーマン宇宙航空会社に、エア・フローティング・ストラクチュアのプロポーザルを提案。これら一連の空気を用いたプロジェクトについて、「エア・ボーン・アーキテクチュア」と題する記事が『プログレッシブ・アーキテクチュア』誌に掲載された。パラシュートと帆を用いたアイディアを中心に、磯辺の、彫刻、建築家としての側面が紹介されている。
□10月25日〜11月16日　現代版画の18人（京都市美術館）No.1《木のある風景》No.2《マンハッタン》No.3《フラードーム》No.4《洪水》No.5《SMOKE STRUCTURE》No.6《ROOM WITH POSITIVE AND NEGATIVE PRESSURE: SPECIFICATION AND INSTRUMENTATION SCHEMATIC》No.7《SPECIFICATIONS AND INSTALLATION INSTRUCTIONS FOR WESTERN AIR STRUCTURE》No.8《SPECIFICATIONS CORDINATE SYSTEM MEMBRANE STRESSES FOR A SPHERICAL & CYLINDRICAL SHELL》Ｎo.9《HANGING STRUCTURE》No.10《パラシュート》
○10月　ウイリアム・コプレイ賞（William Copley Prize）受賞
○10月　プラット・インスティチュート（Pratt Institute）建築科講師となる。
○10月　フェニックス・ハウスの（Summer Happening The Party）をテーマにヴィデオを制作。フェニックス・ハウスのプログラム（Group Therapy）をテーマにヴィデオを制作。
○この年から翌年にかけて空気構造体による（Hot Air Baloon Project）をさまざまなイヴェントで頻繁に行う。

### 1970年代

#### 1970年（昭和45年）
□3月23日〜4月4日　第2回ヒューマン・ドキュメンツ’70（東京画廊）《パラシュート・カノピー》《全共同連ビル壁画》
○4月16日〜22日　トリニティ大学スプリング・フェスティヴァル「エンヴァイラメンタルズ：人・美術・コミュニティ」（トリニティ大学オーステイン・アーツ・センター）で同大学美術学部教授のM・パパスとともにコ・ディレクターを務める。磯辺は、現代彫刻の展覧会「環境の彫刻」のオープニング・レセプションのパフォーマンスとして、シャーロット・モーマン、ナム=ジュン・パイクに、《リヴィング・スカルプチャーのためのTVブラ》の演奏を依頼した。また、透明なビニール・シートを使ったエア・ドームをはじめて大学構内の屋外に設置した。この「エンヴァイラメンタルズ」という企画は、全米の学生を中心に結成された4月22日「アース・デー」のコネチカットの大学におけるひとつの催しという位置づけであった。
○4月22日　アース・デーのためのNYC環境行動連合（Environmental Action Coalition）に参加、ポスタ－、ロゴのデザインのほか、エアー・ドームを制作し、マンハッタンのユニオン・スクエアに設置した。14丁目通りと交差する5番街の車の通行が禁止され、大気汚染をはじめとする環境問題をひろく喚起する契機となった。長方形のエア・ドームは白と透明のビニールを用いたもので、その内部では、討論やコンサートなどが行われ多くの人が集まった。
○4月　『建築文化』誌に、12回にわたって掲載されることになるインタヴュー企画「あすのアメリカををひらく人々」（1970年8月号〜1973年11月号）執筆のため、はじめてペンシルヴェニア大学の環境計画の教授イアン・マクハーグに会う。
○8月30日　フェニックス・ハウス サマー・ハプニング1970年（ハート島）のハプニング・プランニングおよびそのランドスケ－プ・デザインを担当。磯辺によるハプニングの企画書には、コンサートなどのほか、スカイ・ライト・スカルプチャーやエア・スカルプチャーなどが盛り込まれている。磯辺は、コンサートのためのエアー・ドームの設計と制作を行っている。今回は、白と透明のビニールを斜めにカットして、より複雑な内部空間が出現している。
○9月　ペンシルヴェニア大学大学院の環境計画の教授イアン・マクハーグの研究室に入り、環境計画を学ぶ。ニューヨーク市の仕事と並行しての学生生活だったため、フィラデルフィア、ニューヨーク間を毎日電車で通学。ダウンタウンのボンド・ストリートから、ペンシルヴェニア駅近くの28丁目のアパートに引越す。
□9月29日〜10月1日　現代版画のフロンティア（札幌時計台文化会館）《木のある風景》《マンハッタン》《エア・ストラクチュア》《パラシュート》《球形と円錐形の構造》
□12月10日〜1971年1月24日　第7回東京国際版画ビエンナーレ展（東京国立近代美術館、京都に巡回）《Every day is earth day A》《Every day is earth day B》

#### 1971年（昭和46年）
□5月10日〜30日　第10回現代日本美術展（東京都美術館他5館を巡回）No.145《VIDEO DOCUMENTATION “PHOENIX HOUSE SUMMER HAPPENING”》
□6月　リュブリアナ国際版画ビエンナーレ’71（リュブリアーナ近代美術館）No.359《NAČRT ZA PADALO, RISBA WK 125-10》
○8月22日　フェニックス・ハウス サマー・ハプニング1971（ハート島）のために、前年に引き続きプランナーとランドスケープ・デザイナーを務めると共に、透明なビニール・シートを使ったエア・ドームをデザインする。ビニール・シートをテープで貼り合わせる作業は広い空間を必要とするため、ラガーディア空港の施設を使って、フェニックス・ハウスに入所している人々が協働して行った。ビニール・シートはユニオン・カーバイト社から、空調施備はクライスラー社からの協力を募って調達するなどのハプニングの準備作業が、社会復帰へのプロセスと捉えられた。
□10月1日〜11月10日　第4回現代日本彫刻展　強化プラスチックによる（山口、宇部常盤講演野外彫刻美術館）No.3《BIRDFEED ON PEACE SYMBOL.》。鳥が餌をついばむための場所を樹脂で制作。設計図面は高木幹郎が担当。

#### 1972年（昭和47年）
○12月22日　ペンシルヴェニア大学大学院修士課程修了。修士論文のテーマは、麻薬更生施設のあるコミュニティとしてのハート・アイランド（NYC・クイーズ）の環境計画を提案したもの。サマー・ハプニングのためのランドスケープ・デザインと、その後の地下水の調査などを基礎に、島の資源目録を作成し、”Feasibility Study for Development of the ’Therapeutic Community’”を執筆した。

#### 1973年（昭和48年）
◯ペンシルヴェニア大学大学院を卒業後、エコロジカル・プランニングを実践するために、ニューヨークのＭ・ポール・フリードバーグ地域計画事務所にチーフ・ディレクターとして勤務。
□5月10日〜30日　第11回現代日本美術展　現代美術20年の展望（東京都美術館）《WORK’80-81》《WORK》
□8月31日〜9月16日　瑛九とデモクラート展（梅田近代美術館）《作品》
□9月2日〜16日　近代日本の版画展（栃木県立美術館他3館を11月まで巡回）《WORK’62-23》
○9月22日〜1973年1月1日　「食事を準備するためのオブジェ」展（米国工芸協会現代工芸美術館他1館を4月まで巡回）の図録に、文化人類学的な論文「食事を準備する環境の展開ーEnvironment for Food preparing」を執筆。
○一時帰国。
○12月（有）リジオナル・プランニング・チーム（RPT）を設立、代表に。

#### 1974年（昭和49年）
○9月　通産省立地公害局と工業再配置産炭地域振興整備公団が、田中角栄の列島改造に伴う内陸型工業団地（山形県米沢市八幡原）立地のための環境影響調査を、ペンシルヴェニア大学大学院のイアン・マクハーグ教授に委嘱、これを受けて磯辺行久は帰国しRPTで調査を行う。以後、環境庁、国土庁、大阪府など都道府県からの委託で、土地利用適性評価に係る調査研究を行う。
○以降、国土庁、通産省、農林水産省及び都道府県、市町村より土地利用適性調査及び、地域環境管理計画、資源管理計画等に係る調査研究を依頼され今日に至る。

#### 1975年（昭和50年）
◯2月　エコロジカル・プランニングの実施機関として、株式会社リジオナル・プランニング・チーム（R.P.T）を設立。
○6月　「エコロジカル・プランニングの方法と実践Ⅰ」（1975年5月に「エコロカル・プランニングの方法と実践Ⅱ」）を雑誌『建築文化』（彰国社）にRPTのメンバーと共同執筆。
○12月　運輸省の委託による「関西国際空港に関するエコロジカルな見地からの土地利用」研究。
　以後、わが国のエコロジカル・プランニングの啓発と普及にあたり、またこの間に国・各種公共団体より調査・研究・計画策定を委嘱される。

#### 1976年（昭和51年）
○6月　千葉県長生郡長南町に、久保貞次郎、尾崎正教、手嶋重衛、実川暢宏によって磯辺行久美術館が開館する。
○日本住宅公団の委託による「団地周辺のけしきについて」の研究。

#### 1977年（昭和52年）
○工学院大学非常勤講師（1990年まで）。
○財団法人とうきゅう環境浄化財団の助成研究「多摩川水系におけるエコロジカル・プランニングの方法と実践」

#### 1979年（昭和54年）
○東京都環境局の委託による「環境基本情報」、国土庁の委託による「エコロジカル・プランニングによる土地利用適正評価手法」調査研究。

### 1980年代

#### 1980年（昭和55年）
○東京工業大学土木工学科非常勤講師（1987年まで）。
○北海道庁の委託による「北海道環境利用適性概況」調査研究。

#### 1981年（昭和56年）
□6月6日〜7月17日　現代美術の世界─大橋嘉一コレクションから─展（奈良県立美術館）
《作品》《作品》
□12月4日〜1982年1月13日　1960年代─現代美術の転換期（東京国立近代美術館他1館を3月14日まで巡回）《WORK’62-30》《WORK ’65-30》《パラシュート・プロジェクト》

#### 1982年（昭和57年）
□5月21日〜7月11日　近代日本の美術　1945年以後（東京国立近代美術館）《作品’62-25》
1983年（昭和58年）
□10月22日〜12月18日　現代美術の動向Ⅱ　1960年代─多様化への出発─（東京都美術館）No.6《ワッペン》No.7《作品》
○環境庁の委託研究『エコロジカル・マップ研究』出版。
○第98回国会衆議院環境委員会で「環境影響評価による開発事業の規制に関する法律案」をめぐる意見陳述を行う。
○神奈川県の委託による「地域環境資源情報書」委託研究。

#### 1984年（昭和59年）
■1月24日〜2月5日　個展（東京、ギャラリー方寸）
□7月21日〜8月5日　サマー・ミュージアム’84－かぞえるかたち［美術と数学］（北海道立近代美術館）《パラシュート》

#### 1985年（昭和60年）
□4月　山村コレクション研究会（大阪、国立国際美術館）
△4月28日〜1986年4月6日　「現代世界の美術」（大阪、国立国際美術館）《WORK’62-13》
□12月　MODERN PRINTS ’85─同時代版画四十年展（東京、伊勢丹）

#### 1986年（昭和61年）
△1月8日〜2月1日　館蔵作品展Ⅵ「新収蔵作品を中心として」［洋画］（和歌山県立近代美術館）
《WORK’62-12》
□2月　新鋭現代作家展No.2（東京、スペースイシイ）
△2月5日〜22日　館蔵作品展Ⅶ「戦後の作品を中心として」〈特別陳列─第1回和歌山版画ビエンナーレ展受賞作品〉［洋画］（和歌山県立近代美術館）《WORK’62-12》
○埼玉県委託による「埼玉県環境管理指針」調査研究。
◯国土庁防災マップのあり方に関する検討会委員、環境庁環境管理シンポジウム企画運営検討委員会委員、環境庁地域環境管理検討会委員。

#### 1988年（昭和63年）
□3月14日〜4月9日　アンフォルメルと抽象絵画（東京、イノウエギャラリー）
□5月21日〜6月26日　瑛九とその仲間たち展（町田市立国際版画展）No.107《無題》No.108 《作品》No.109《虹のコンポジション》No.110《ワッペン》
△8月18日〜9月4日　館蔵作品展Ⅳ「戦後の作品を中心として」〈特別陳列ー現代版画〉［洋画］（和歌山県立近代美術館）《気球》
○東京工業大学大学院総合理工学研究科非常勤講師（1994年まで）。
○千葉県の委託「ふるさと千葉環境プラン」研究。

#### 1989年（平成元年）
□2月4日〜26日　現代絵画のー断面ー繰り返しの構造（高松市美術館）No.2《WORK》No.3《WORK’64-51》
△2月6日〜4月1日　第5期常設展［日本のポップ・アート］（高松市美術館）《WORK》
□3月4日〜23日　幻の山村コレクション展（兵庫県立近代美術館）
△3月　第1回所蔵品展（横浜美術館）
○慶應義塾大学大学院環境情報学部非常勤講師（1993年まで）
△11月11日〜1990年2月4日　収蔵作品展89-Ⅱ　現代美術の軌跡（広島市現代美術館）
《WORK’64-3&4》
○12月　大川美術館にステンド・グラス《火焔太鼓》製作。
○全国共済農業協同組足連合会ビルの壁画が撤去されたことを知る。

### 1990年代

#### 1990年（平成2年）
○1月　小品展（東京、文京アート）
△9月1日〜24日　所蔵作品展4　真昼の昭和1945-1970（目黒区美術館）《WORK’65》
△9月9日〜10月21日　現代版画ー拡大する版の表現（北海道立近代美術館）《パラシュ－ト》
△10月10日〜1991年2月11日　収蔵作品展90-Ⅱ　今日の美術［芸術と日常世界との狭間で］（広島市現代美術館）《ワッペン》

#### 1991年（平成3年）
△2月13日〜3月24日　収蔵作品による「日本の現代美術」［具体美術協会］（宮城県美術館）《作品’63-52》
△2月23日〜6月30日　収蔵作品展90-Ⅲ　今日の美術［氾濫する都市のイメージ］（広島市現代美術館）《WORK’64-3&4》
□3月1日〜16日　日本の抽象絵画展（東京、イノウエギャラリー）《WORK’62-15》
□6月8日〜7月14日　目黒名〈画〉座5本立て一挙公開　磯辺行久展/曖嘔展/堀浩哉展/パンリアル展/追悼諏訪直樹展（目黒区美術館）《全国共済農協連合会ビル壁画》《壁面建築プラン》《WORK’64-1&2》
■10月14日〜11月9日　Yukihisa Isobe Works from 1950s to 1960s（東京、SOKOギャラリー南天子）No.1《WORK’61-19〜43》 No.2《WORK’62-50》No.3《’62-43》No.4《WORK’62-46》No.5《WORK’62》No.6《WORK’62》No.7《WORK’62》No.8《WORK’62》No.9《WORK’62》No.10《WORK’62》No.11《WORK’62-47》No.12《モニュメント7》No.13《WORK’62-37》No14《’62-41》No.15《WORK’62-36》No.16《WORK’64-50　風神・雷神》No.17《WORK’58》No.18 《WORK’57》No.19《WORK’60-12》No.20《モニュメント13》No.21《モニュメント》No.22《モニュメント0》No.23《WORK’61》No.24《WORK’61》No.25《WORK’65》No.26《WORK’65》No.27《WORK’65-50箪笥》No.28《WORK’63-9&10》No.29《WORK’62》No.30《WORK’62-33》No.31《WORK’62-27》No.32《WORK’62-28》No.33《WORK’62-64》No.34《WORK’64-14&15　舞楽》No.35《WORK’64-5&6》No.36《WORK’65 No.384風神・雷神》No.37《WORK’65　象-2》No.38《WORK’65-1&2　象-1》No.39《WORK’63-28》No.40《WORK’63-52》No.41《WORK’63》No.42《WORK’63》
○大原美術館　新館階段ホールに壁画を制作

#### 1992年（平成4年）
△3月7日〜6月28日　収蔵作品展91-Ⅲ　現代美術の諸相［平面と立体のはざまで］（広島市現代美術館）《WORK’64-3&4》
△6月19日〜8月16日　第2期常設展［「芸術」を越えてー読売アンデパンダンの時代］（高松市美術館）《WORK》
□8月　わたくしの町美術館─磯辺行久美術館（大分、湯布院空想の森美術館）
△8月21日〜10月25日　第3期常設展［いつか見た光景─現代美術のデジャ・ヴュー］（高松市美術館）《WORK’64-51》
□12月12日〜1993年3月21日　反復と増殖ー現代美術のかたち（東京都美術館）
□12月18日〜1993年1月17日　目黒区美術館開館5周年記念 目黒区美術館所蔵作品展 Part1　美術が2倍半位わかりそう逆入門展（目黒区美術館）《作品’65-41》《凧シリーズ》

#### 1993年（平成5年）
□3月12日　講演会（東京都現代美術館）
△4月16日〜1994年3月31日　常設展示～20世紀美術の流れ（富山県立近代美術館）《WORK’63-52》《WORK’65》
△4月27日〜5月30日　京都国立近代美術館 創立30周年記念店展Ⅱ 近代の美術─所蔵作品による─（京都国立近代美術館）《作品’63-45》
△6月1日〜8月29日　近代日本の美術　所蔵作品による全館陳列［Ⅵ 1960年代の美術］（東京国立近代美術館）《作品’63-17》
△6月13日〜7月25日　久保貞次郎と芸術家展（町田市立国際版画美術館）No.70《鬼》No.71《貌》
△6月26日〜9月19日　収蔵作品展93-Ⅰ 現代美術：拡大する表現世界［現代美術の流れ②］（広島市現代美術館）《WORK’64-3&4》
□7月15日〜9月5日　新潟県立近代美術館開館記念展 大光コレクション展　先見の眼差し……再構成。［Ⅲ. 長岡現代美術館賞部門］（新潟県立近代美術館）《作品’64-63～87》
△7月15日〜10月3日　第1期 近代美術館名品展Ⅰ・Ⅱ（新潟県立近代美術館）《作品（ワッペン）》
□9月20日〜10月2日　《MY FAVORITE THINGS Ⅱ》展（東京、ギャラリー池田美術）
△9月25日〜12月8日　収蔵作品展93-Ⅱ現代美術：拡大する表現世界［現代美術の流れ①］（広島市現代美術館）《WORK’64-3&4》

#### 1994年（平成6年）
1月4日〜4月17日　収蔵作品展93-Ⅲ　現代美術：拡大する表現世界［現代美術の流れ］（広島市現代美術館）《ワッペン》
□2月5日〜3月21日　矩形の森ー思考するグリッド（埼玉県立近代美術館）No.25《WORK’62》
△3月23日〜4月17日　ミュージアムセレクション1994［Ⅴ 20世紀の美術］（静岡県立美術館）《WORK’62-46》《WORK’62-64》
△4月2日〜5月22日　館蔵品展No.44 新収蔵品展［新収蔵品・洋画］（下関市立美術館）《WORK’62-47》
□4月27日〜5月30日　創立30年記念展Ⅱ 近代の美術ー所蔵品によるー企画展（京都国立近代美術館）《作品’63-45》
△4月29日〜6月26日　収蔵作品展94-Ⅰ 現代美術の半世紀［絵画の表面］（広島市現代美術館）《ワッペン》
△6月21日〜9月25日　第2期［不思議な絵 第1回「描き方の不思議」－平面造形のいろいろ・筆はなくても絵は創れるー］（新潟県立近代美術館）《作品（ワッペン）》
△7月1日〜10日　高松市美術館コレクション展（高松市美術館）No.4《WORK’63》No.5《WORK’64-51》
△7月8日〜9月25日　開館記念展 美術館へ行こうCOLLECTIONS! 近代美術/100年（和歌山県立近代美術館）《WORK’62-12》
■11月7日〜26日　磯辺行久（東京、SOKOギャラリー南天子）No.1《WORK》No.2《WORK》No.3《WORK》No.4《WORK》No.5《WORK》No.6《黒い斑点》No.7《オレンジの斑点》No.8《緑の斑点》No.9《黄色の斑点》No.10《WORK》（卒業制作）No.11《紫の斑点》No.12《グレーの斑点》No.13《WORK’60-8》No.14《WORK’60-13》No.15《WORK’60-19》No.16《舞楽障壁》No.17《江戸障壁》No.18《仮面障壁》No.19《仮面障壁》No.20《和洋紋》No.21《和洋紋》No.22《和洋紋》No.23《和洋紋》No.24《花鳥風水》No25-39《WORK（水彩）1-15》
△11月14日〜1995年2月25日　収蔵作品展94-Ⅲ 現代美術の半世紀［美術の方法ー集積］（広島市現代美術館）《ワッペン》
△12月10日〜1995年1月16日　所蔵作品展Part3　目黒区美術館所蔵作品展ー戦後美術篇（目黒区美術館）《WORK’65》

#### 1995年（平成7年）
△1月5日〜3月26日　館蔵作品による「20世紀美術の流れⅡ」［4. 画面につどう多様な素材］（和歌山県立近代美術館）《モニュメント0》
△3月　東京都現代美術館開館常設展（東京都現代美術館）
△3月2日〜4月16日　館蔵品展No.48　近代の日本画 日本と韓国･現代の美術（下関市立美術館）《WORK’62-47》
△4月5日〜1996年3月27日　常設展示ー20世紀美術の流れ［Ⅵ 新しい表現領域の拡大］（富山県立近代美術館）《WORK’65》
□4月19日〜6月4日　戦後文化の軌跡　1945-1995（目黒区美術館他3館を7月21日まで巡回）
No.Ⅲa-40《WORK’62-35》
△6月5日〜7月13日　収蔵作品展95-Ⅱ 現代美術との対話［現代美術の流れ］（広島市現代美術館）
《WORK’64-3&4》
△7月11日〜8月27日　館蔵品展No.50 近世の日本画 香月泰男と戦後美術（下関市立美術館）《WORK’62-47》
■10月　WORKS ON PAPER（水彩版画個展）（東京、南天子画廊）
□11月11日〜12月3日　刻まれた現代史 世界の版画・戦後50年展（神奈川県民ホールギャラリー）
○11月24日　講演会（東京都現代美術館）
□12月2日〜1996年1月28日　今日のプリントアート展（北海道立帯広美術館）《江戸障壁》

#### 1996年（平成8年）
△1月4日〜3月31日　常設展 第3期展示［昭和後期の洋画］（三重県立美術館）《WORK’63-28》
□1月13日〜3月24日　日本の美術ーよみがえる1964年（東京都現代美術館）No.137《WORK’64》No.138《WORK’64-50 風神･雷神》
■2月8日〜25日　エコロジカル・コンテキスト 磯辺行久新作展1970-96（東京、P3 Art and Environment）
□2月10日〜3月24日　なぜ、からはじめる現代美術［6. なぜ、文字／数字？］（富山県立近代美術館）《WORK’65》
○2月16日　講演会（東京、P3 Art and Environment）
△3月　1960年代の回顧（所蔵作品；現代美術；vol. 1）（千葉市立美術館）
△4月　美術の内がわ・外がわ「シリーズ Art in Tokyo No.8」（板橋区立美術館）
△4月6日〜6月23日　第1期常設展［デモクラートの作家たち］（高松市美術館）《WORK》
△4月　戦後の美術・1960年のアヴァンギャルド（倉敷市立美術館）
△4月13日〜5月19日　美術館へ行ったら？！「絵画」というしくみ（和歌山県立近代美術館）《モニュメント0》
△4月23日〜6月2日　常設展［瑛九展示室〈瑛九とデモクラートの仲間たち〉］（宮崎県立美術館）《WORK’62-33》
■5月14日〜6月16日　磯辺行久 エコロジカル・コンテキストⅡ展（北関東造形美術館）《WORK’63-80&81》《河川流域》《食物連鎖》《成長計画：ケンタッキーブルーグラス》《植物群落》《不確かなるものⅡ》《円形フィールドⅡ》《地層》《帯水層》《植物量》《動物相：植物相》《不確かな風向》《エコロジカル・プランニング：コンピューターディスプレイ1996》
△7月3日〜14日　高松市美術館コレクション展ー現代アートがとらえた世界ー（高松市美術館）《パラシュート・プロジェクト》
□8月30日〜9月23日　開館10周年記念展　風景との対話 コレクションでたどる自然表現［Ⅲ期／現代─『風景』から『外界』へ］（静岡県立美術館）《WORK’62-46》《WORK’62-64》
△9月13日〜12月8日　コレクション展第2期［「戦後日本の美術─1960年代を中心に」］（横浜美術館）《WORK’62-19》
△9月19日〜12月6日　今日の美術ーART TODAY－（いわき市立美術館）《WORK’62-11》
△12月25日〜1997年3月30日　常設展〈館蔵名品展〉（宮崎県立美術館）《WORK’62-33》
○静岡県駿東郡長泉町駿河平にアトリエ完成。

#### 1997年（平成9年）
△1月4日〜3月23日　常設展第4期［’60年代の洋画］（新潟県立近代美術館）《ワッペン》
△2月8日〜3月30日　常設展第3期展示［戦後日本の美術ー人物像を中心に］（三重県立美術館）《WORK’63-28》
△2月9日〜3月30日　平成8年度第2期常設展《特別展示ー磯辺行久》（栃木県立美術館）《油彩と混合技法による平面的作品》
△3月23日〜7月3日　平成9年度第1回常設展（宇都宮美術館）《WORK’62-54》
△3月29日〜1998年3月22日　常設展示─20世紀美術の流れ［Ⅵ 第二次世界大戦後の展開］（富山県立近代美術館）《WORK’63-52》
△3月31日〜6月10日〈開館20周年記念展〉国立国際美術館蔵　大橋コレクション（大阪、国立国際美術館）
△3月31日〜7月16日　収蔵作品展97-Ⅰ 新収蔵作品を中心として［物質と観念］（広島市現代美術館）《WORK’64-3&4》
△4月5日〜5月5日　帯広美術館コレクション選集 プリントアートの世界（北海道立帯広美術館）《江戸障壁》
△4月5日〜6月22日　第1期常設展［時の集積］（高松市美術館）《WORK’64-51》
△5月14日〜6月22日　館蔵品点No.55［狩野芳崖 香月泰男と現代の絵画」（下関市立美術館）
《WORK’62-47》
■7月1日〜8月3日　環境と表現─磯辺行久（東京、ヒルサイドフォーラム）《円形のフィールド、ポセイドン》《複合循環》《エネルギーとフロー》《三つの大陸》《二つの大陸》《不確かな風向ー垂直》《動物相と植物相》《不確かな風向ー箱》《三つの大陸ーアトラス》《不確かな風向ーみどり》《不確かな風向ー南極圏》《不確かな風向ー黒》《不確かな風向ー青》
△7月12日〜12月21日　平成9年度第2回常設展 第1部「世界・日本・宇都宮にゆかりの美術」（宇都宮美術館）《WORK’45-24》
□8月2日〜9月28日　日本の夏ー1960-64 こうなったらやけくそだ！（水戸芸術館現代美術ギャラリー）《WORK’64-50 風神・雷神 》
○8月27日　ストルガ（マケドニア）の詩祭のオープニングのインスタレーションを担当、詩祭の受賞者アドニス（Adonis）の写真と詩をスクリーンに投射。
○9月より3カ月パリに滞在。

#### 1998年（平成10年）
△1月4日〜3月15日　平成10年度第1回常設展 第1部「世界・日本・宇都宮にゆかりの美術」第1期（宇都宮美術館）《COMPOSITION》《COMPOSITION》《WORK’61-23》
△3月10日〜4月5日　新収蔵品展 1993～1997（京都国立近代美術館）《WORK’64-14&15：舞楽》
△3月19日〜6月28日　平成10年度第1回常設展 第1部「世界・日本・宇都宮にゆかりの美術」第2期（宇都宮美術館）《COMPOSITION》《WORK’61-23》
△4月1日〜1999年3月31日　常設展示─20世紀美術の流れ［Ⅵ 新しい表現領域の拡大］（富山県立近代美術館）《WORK’63-52》
△4月29日　パリにてピエール・レスタニー、ルドルフ・スタドラ－に会う。
○4月30日　5月末までポンタヴァン地方カンペールにて滞在制作。レジデンスはポンタヴァン市役所の3階。
○6月1日〜2006年6月25日　モンマルトルのジラルドン通りにあるパリ市のアトリエを借り、制作。
○6月28日　コンカルノーでグループ展
△7月7日〜10月11日　常設展第2期［戦後の新しい表現］（新潟県立近代美術館）《WORK’63》
△7月7日〜10月25日　平成10年度第2回常設展 第Ⅰ部「世界・日本・宇都宮にゆかりの美術」第1期 （宇都宮美術館）《WORK’45-24》
○8月　パリ、ヴィクトル・マセ通り14番に住む。9月の個展のためにル・クレダックで制作。
△8月2日〜12月6日　収蔵作品展98-Ⅱ 池田満寿夫とその時代［〈展示室Ａ-1、2〉Ⅱ「実在者」結成の頃─1950年代─］（広島市現代美術館）《作品》
■9月19日〜10月25日　磯辺行久 エコロジカル・コンテキスト1997-1998 YUKIHISA ISOBE “Ecological Context” 1997-1998 （イヴリー・シュル・セーヌ、ル・クレダック／ギャルリー・フェルナン・レジェ）《Région Vulnerable, Ville de Tokyo》《Arthropod》《Global Warming》《Région Vulnérable, Ille de France》《Energy of the City of Paris》《El niño》《Wind Direction undefinable》《Circular Field》《Three Continents》
△10月16日〜19991月10日　常設展［常設展示室2〈館蔵名品展〉］（宮崎県立美術館）《WORK’62-33》
△10月29日〜1999年2月28日　平成10年度第2回常設展 第1部「世界・日本・宇都宮にゆかりの美術」第2期（宇都宮美術館）《WORK’45-24》
△11月3日〜1999年1月24日　美術館へ行こう3［現代の美術］（和歌山県立近代美術館）《WORK’62-12》
○11月19日　講演（パリ大学Ⅰ、サン・シャルル）

#### 1999年（平成11年）
□1月5日〜31日　館蔵品展No.62［香月泰男と近･現代の洋画］（下関市立美術館）《WORK’62-47》
△2月9日〜4月11日　美術館へ行こう4［戦後美術の展開］（和歌山県立近代美術館）《モニュメント0》
△2月21日〜4月18日　高崎市美術館コレクション 詩と作家たち─宮崎進『トルソ』を中心に─（高崎市美術館）《WORK’62》《WORK’62-41》
○3月8、17、18日　講演（ボルドー第1大学他）
○3月10、11、15、19日　ワークショップ（ボルドー第3大学他）
■3月15～19日　磯辺行久 起源の目録 Yukihisa Isobe Repertoire de l’origine（ボルドー第3大学メゾン・デ・ザール、ペリスコ－プ）《Quarter Circular Field “Flora”》他
□5月2日〜30日　デモクラ－ト1951-1957─開放された戦後美術─（宮崎県立ぶ美術館他2館を10月まで巡回）No.153《コンチネンツ》No.154《貌》No.155《古代の顔（B）》No.212《銀河》No.213《夜の散歩》No.247《作品》No.248《作品》No. 249《楽曲》No.250《フォルム》
△6月4日〜27日　館蔵品展No.64 小田海遷と南画 長谷川三郎と近･現代の洋画下関市立美術館）《WORK’62-47》
△6月8日〜7月11日　開放された戦後美術、デモクラート1951-1957（和歌山県立近代美術館）《作品’57》
△7月13日〜9月12日　高崎市美術館コレクション 変革へ1950-1969（高崎市美術館）《WORK’62》《WORK’62-41》
△9月11日〜12月15日　平成11年度第2回常設展「世界・日本・宇都宮にゆかりの美術」（宇都宮美術館）《WORK’62-56》
△9月21日〜2000年3月31日　今日の美術─ART TODAY─後期（いわき市立美術館）《WORK’62-11》
△10月26日〜2000年1月30日　美術館へ行こう3［近くて遠い、60’s］（和歌山県立美術館）《モニュメント0》《WORK’62-12》
□11月6日　ケルン・アートフェア（ミラノ・ナヴィリオ画廊より出品）
△12月21日〜2000年3月26日　第4期常設展示（岐阜県美術館）《WORK’64-16（雷神）》

### 2000年代

#### 2000年（平成12年）
△1月8日〜3月20日　地霊と旅人 所蔵品による全館陳列［Ⅵ《アメリカ、イギリスの現代美術》］（栃木県立美術館）《北回帰線》（Tropic of Cancer）
△2月1日〜13日　所蔵品でたどる 新しい造形表現ー1960年から今日までー（京都国立近代美術館）《WORK’64-14&15 （舞楽）》
△3月9日〜25日　高松市美術館コレクション展～戦後日本の立体造形（高松市美術館）《WORK’64-51》
△3月22日〜4月23日　常設展示（愛媛県美術館）《WORK’64-15～43》
■3月28日〜5月21日　磯辺行久展（バイヨンヌ、ボナ美術館ル・カレ）《Région Vulnérable, Ville de Tokyo》《Arthropod》《Région Vulnérable, Ille de France》《Wind Direction Undefinable》《Three Continents》《Quarter Circular field “Flora”》他
△4月5日〜6月11日　第1回常設展［反復するイメージ］（高松市美術館）《WORK’62-43》《WORK》
△4月17日〜7月16日　コレクション展Ⅰ期［展示室3-2「日本洋画：1950、60年代を中心に」］（横浜美術館）《WORK’62-19》
△5月23日〜7月23日　常設展示［常設展示室3］（愛媛県美術館）《WORK’65-15～43》
□5月30日〜6月25日　定規とコンパス？─幾何学図形と美術の表現［4 さしで引いたような］（和歌山県立近代美術館）《Air System》《Air System》
△6月4日〜8月13日　高崎市美術館コレクション Find YOUR kind of Art! Part 1（高崎市美術館）《WORK’62》
■6月13日〜21日　磯辺行久 起源の目録 Yukihisa Isobe, Répertoire de l’origine（パリ・コシャン病院礼拝堂）《Circular field》《Water table》《Quarter circular field “Flora”》他
□7月20日〜9月10日　大地の芸術祭 越後妻有アート・トリエンナーレ2000（新潟県中里村）《川はどこヘいった》
□8月11日〜10月9日　ミレニアム2000・ウエルカム21 ぎふイベントシリーズ 岐阜県美術館所蔵特別展 絵画は思考する（岐阜県美術館）《WORK’64-16（雷神）》
△8月22日〜10月29日　常設展示（愛媛県美術館）《WORK’65-15～43》
○8月25日〜10月25日　アーティスト・イン・レジデンス（フランス、アンダイユ、ドメイン・アバディア）
□8月27日〜10月8日　文化遺産としてのモダニズム建築展 ドコモモ20選 in 高埼（高崎市美術館《WORK’62-41》
○10月6日　アトリエ公開（ドメイン・アバディア）
■10月15日〜21日　レジデンス制作成果作品展、ビブリオテーク・アンダイユ。
□11月3日〜12月10日　現代版画の軌跡─ゆめとめざめ（和歌山県立美術館）《パラシュート・プロジェクト》

#### 2001年（平成13年）
■2月2日〜28日　磯辺行久 環境のフロンティア Yukihisa Isobe, frontières écologique（アンダイ・メディアテーク）《Urbanity and Pollution》《Personal Landscape:St.Vincent de Tyrosse》《Personal Landscape:Lourdes》《Personal Land scape:Pierrelatte》《SUD-OUEST 2000-Etude sur la vitesse et la direction du vent》《World Weather Map》《SUD-OUEST 1999-Etude sur la vitesse et la direction du vent》
△2月2日〜3月28日　帯広美術館コレクション選集 今日のプリントアート（北海道立帯広美術館）《江戸障壁》
○3月6日　フランス国立ゴブラン織製作所が《動物相・植物相》をゴブラン織りで制作、2003年4月29日完成。
△4月6日〜6月17日　孔版画（シルク・スクリーンの世界（北海道立帯広美術館）《江戸障壁》
△5月8日〜6月24日　館蔵品展No.72 日本画の伝統・近世／長谷川三郎と現代の洋画・版画（下関市立美術館）《WORK’62-47》
△5月22日〜9月9日　常設展示（愛媛県美術館）《WORK’65-15～43》
○8月3日　セミナー（新潟県十日町市）
□9月8日〜10月8日　ART TODAY 2001 SANGAI　水上央子、松沢宥、磯辺行久（セゾン現代美術館）《グローバル・ウオーミング》《不確かなもの》《エル・ニーニョ》《アーバニティ･アンド・ポリューション》《脆弱な地域・イル・ド・フランス》《世界気象資源図》《世界災害公害図》《パーソナル・ランドスケープ：Pau》《パーソナル・ランドスケープ：Peyrehorade》《パーソナル・ランドスケープ：Lagnieu》《パーソナル・ランドスケープ：La Côte St. André》《パーソナル・ランドスケープ；Pithiviers》《パーソナル・ランドスケープ：St. Vincent de Tyrosse》
△9月11日〜10月14日　第3期所蔵品展示［新所蔵品を中心に］岐阜県美術館《舞楽障壁》
○10月1日　パリのビクトル・マッセのアパートを引き払う。
□11月1日〜11日　下田移動美術展（ベイ・ステージ下田［静岡県立美術館］）《WORK’62-46》
○11月2、3日　ワークショップ（岐阜県美術館）
△12月4日〜2002年5月20日　常設展示（松山、愛媛県立美術館）《WORK’65-15～43》
○12月5日　講演 自然とアート：その境界にあるものーエコロジカル・プランニングを例にして（セゾン・アート・プログラム東京ウイメンズプラザ・ホール）
△12月21日〜2002年3月17日　開館10周年記念 美術への扉ーコレクション十年十色［美術への扉5 版と型］（北海道立帯広美術館）《江戸障壁》

#### 2002年（平成14年）
△1月4日〜3月24日　常設展示第4期［1960年代の美術］（新潟県立近代美術館）《ワッペン》
△1月5日〜4月14日　常設展［戦後の抽象画展］（宮崎県立美術館）《WORK’62-33》
□4月20日〜6月9日　長岡現代美術館賞回顧展1964-1968 時代を駆け抜けた美術館と若く熱き美術家たち（新潟県立近代美術館／長岡商工会議所1F美術文化ホール［旧長岡近代美術館］）《作品’64-63～87》《WORK’63-87》
△8月28日〜2002年12月25日　常設展示（愛媛県美術館）《WORK’65-15～43》
△10月26日〜2003年1月26日　第3期常設展示「テーマ展示=昭和を駆けた女と男」（栃木県立美術館）《WORK’63-8》
□11月22日〜2003年2月10日　帯広美術館コレクション選集 今日のプリントアート（北海道立帯広美術館）《江戸障壁》

#### 2003年（平成15年）
△1月10日〜3月16日　安藤基金コレクション 現代美術展（岐阜県美術館）《WORK’64-16（雷神）》
□7月11日〜9月21日　あるサラリーマン・コレクションの軌跡～戦後日本美術の場所（山口、周南市美術博物館他2館を2004年3月28 日まで巡回）《人と鳥》
□7月20日〜9月7日　大地の芸術祭 越後妻有アートトリエンナーレ2003（新潟県中里村）《信濃川はかつて現在より25メートル高い位置を流れていたー天空に浮かぶ信濃川の航跡》
△9月19日〜12月23日　コレクション展第3期［「瑛九とデモクラートの仲間たち」］（宮崎県立美術館）《作品》
△10月28日〜12月14日　岐阜県美術館所蔵特別展 参加してエンジョイ「モット」ワクワク「もっと」どきどき（岐阜県美術館）《WORK’62》《WORK’64-16（雷神）》《舞楽障壁》

#### 2004年（平成16年）
△2月3日〜3月7日　京都国立近代美術館コレクションから 日本洋画の130年一見つめ、感じ、表現する画家たち（京都国立近代美術館）《WORK’64-14&15：舞楽》
△2月19日〜2005年4月13日　コレクション展第3期［瑛九展示室 瑛九の時代その2－創造美育協会］（宮崎県立美術館）《作品》
△3月23日〜2005年3月31日　常設展示第Ⅰ期［20世紀美術の流れ Ⅰ期｢新しい表現の拡大｣］（富山県立近代美術館）《WORK’63-52》
□4月10日〜6月20日　再考：近代日本の絵画一美意識の形成と展開 Remaking Modernism in Japan　1900-2000（東京藝術大学大学美術館・東京都現代美術館）No.619《作品’63-81 東京オリンピック賛歌》
○8月1日〜10日　越後妻有2004年夏10days（新潟県十日町市）《水の美術館－信濃川：繋がる妻有》（R&Sie 建築事務所の設計によるアスファルト･スポットに展示）ワークショップ｢笹舟が60年ぶりに信濃川によみがえった｣を信濃川十日町地域で実施。

#### 2005年（平成17年）
□1月29日〜3月21日　岐阜県美術館蔵安藤基金コレクションより 現代の美術展ダイナミック&ユーモラス（岐阜県美術館）《WORK’62》
△2月14日〜3月26日　第4期所蔵品展示［｢体験･現代美術｣］（岐阜県美術館）《WORK’62》《WORK’64-16（雷神）》《舞楽障壁》
△7月23日〜8月28日　横須賀市所蔵 ひろがる美術1945-2000（横須賀市文化会館市民ギャラリー）No.41《WORK’62-18》
△9月23日〜12月4日　開館10周年記念 東京府美術館の時代 1926-1970（東京都現代美術館）No.24《WORK’62-13》

#### 2006年（平成18年）
△1月2日〜4月12日　コレクション展第4期 名品がきらり｢所蔵作品100選展｣［｢瑛九をめぐる人々｣］（宮崎県立美術館）《WORK’62-33》
△4月22日〜7月2日　こんどは現代美術！（大阪中之島美術館 コレクション展）
○6月10日〜7月17日　参加してエンジョイ展一不思議なアートに触れてみよう一（東京、八王子市夢美術館他3館を巡回）《WORK’62》《WORK’64-16（雷神）》各会場にてワークショップを開催｡
□7月20日〜9月7日　大地の芸術祭 越後妻有アート・トリエンナーレ2006（新潟県松代町）
《農舞楽 回廊》（農舞樂回廊にて世界太鼓フェスティヴァル同時開催）

#### 2007年（平成19年）
△5月12日〜9月36日　ゴブラン織1607-2007（パリ、国立ゴブラン織ギャラリー）
■7月28日〜9月30日　個展｢磯辺行久 Landscape – Yukihisa Isobe, Artist-Ecological Planner｣（東京都現代美術館）
□Rough and Refined Japanese Art　レオ・キャステリ画廊（ニューヨーク）

#### 2008年（平成20年）
■9月17〜24日　Quand Bordeaux était une île, Arc un rêve, centre d’architecture, CAPC（Journees europeennes du Patrimoine 2008）Yukihisa Isobe artist et homme de sciences; un partenariat Drac Aquitaine ＋ Tinbox arc en rêve centre d’architecture; galerie blanche, CAPC
■9月18日〜10月19日　個展　ボルドー市　プ－グ川とドヴェ－ズ川の跡を探して（ギャラリー・ティンボックス）《Quand Bordeaux était une île》
○9月20日　子ども達のためのアトリエ Atelier CAPC（ボルドウ市現代美術館）《Atelier d’arts plastiques pour enfants avec Yukihisa Isobe et Naoko Seki》（Atelier Musee d’Art Contemporain de Bordeaux）
◯9月22日　ワークショップ《ボルドウが島だったとき》（プ－グ川、ドゥヴェ－ズ川の跡を探して）仏　ボルドウ市現代美術館（galerie blanche CAPC）
□9月20〜26日　Patrimoine et création: ‘Annonciade suscite l’imaginaire, origanisée par la DRAC Aquitaine.《脆弱な地域　アキテ－ヌ、ジロンド、ドルドーニュ、ランド地方の環境資源目録》
《region vulnerablr; gironde, dordogne, landes》《Direction regionale des affaires culturelles d’Aquitaine》（ボルドー市DRACの礼拝堂展示室）
○9月21日　シンポジウム、Patrimoine et création（関直子, 磯辺行久, Pierre Regaldo, Ann Guérin）

#### 2009年（平21年）
○5月16日　レクチャー（新潟市民プラザ）「新潟の水と土について」
□7月25日〜9月13日　大地の芸術祭 越後妻有アートトリエンナーレ2009《古信濃川の自然堤防はここにあった》（新潟県十日町市堀之内）
□7月18日〜12月27日　水と土の芸術祭2009 栗ノ木排水機場は近代農業の原点となった（新潟市中央区）《土のオベリスク》（新潟市美術館）《水のラビリンス》（新津美術館）《ここに鎧潟ありき》（新潟市西蒲区）《阿賀野川はここを蛇行していた》（新潟市北区）《新潟市環境資源目録》（新潟市美術館）
△7月23日〜8月24日　水都大阪2009（大阪市）《水都大阪水環境資源目録》（大坂府立中之島図書館に展示）
○7月21日　ワークショップ「わたしとぼくの水都大阪」（大阪府附立中之島図書館）
○7月22日　シンポジウム「遊びせんとや生れけむ・水都大阪の再生」（リーガロイヤル・ホテル）

### 2010年代

#### 2010年（平成22年）
□6月10日〜9月19日　現代タピストリー展　（マルセーユ、カンティーニ美術館）《ファウナとフローラ》
○11月　Paris Le Riviere Bac, la Riviere Bievreの旧河川流路をヴィデオ撮影。

#### 2011年（平成23年）
○1月24日　公益法人ひょうご震災記念21世紀研究機構にてエコロジカル・プランニングによる防災都市構造の強化について講演。
□9月10日〜10月23日　メディアとしてのシルクスクリーン展（九州産業大学美術館）《木のある風景》
□10月8日〜11月23日　ART TODAY 2011─昨日の今日と今日の今日（軽井沢、セゾン現代美術館）

#### 2012年（平成24年）
△1月11日〜2月19日　メセナが育む未来への遺産、安藤基金コレクション リニューアル・オープン記念展（岐阜県美術館）《WORK’63（雷神）》
○8月4日～5日　ワークショップ（静岡県立美術館）《象》
△8月4日～9月17日　収蔵品展（静岡県立美術館）《WORK’62-46》《WORK’64 5&6 象》《WORK’64-11&12（赤丸、青丸）》

#### 2013年（平成25年）
□3月20日〜11月4日　瀬戸内国際芸術祭2013《潮流の中の島々》《不確かな風向ー備讃瀬戸》
■8月3日〜11月4日　個展「磯辺行久　環境・イメージ・表現」（市原湖畔美術館）《海流資源図・ダイマキシオン・マップ》《房総の地下水》《偏西風》《パーソナル・ランドスケープ》《かつてのバック川（パリ市）の流路ビデオ映像》他
■8月9日〜25日　個展 磯辺行久ー「その表現の源泉」（市原湖畔美術館）
○10月12日　アーチスト・トーク（市原湖畔美術館）
○11月3日　シンポジウム「景観✕人✕芸術による新しい文化の可能性」公益財団法人福武財団（小豆島、福田小学校）
○12月20日　シンポジウム「磯辺行久ー環境・イメージ・表現ー」関直子、芹沢高志、池上高志、齋木嵩人、北川フラム（代官山、クラブヒルサイド）

#### 2014年（平成26年）
□4月19日〜6月22日　瑛九と前衛画家たち展 真岡発・久保貞次郎と宇佐美コレクションを中心に（栃木県立美術館）
○5月25日　対談＋ギャラリートーク「久保貞次郎と前衛画家たち」（磯辺行久、小勝禮子、竹山博彦）（栃木県立美術館）

#### 2015年（平成27年）
□7月26日〜9月13日　大地の芸術祭 越後妻有アートトリエンナーレ2015《土石流のモニュメント》（新潟県津南町）

#### 2016年（平成28年）
□9月24日〜12月11日　さいたまトリエンナーレ2016《エアードーム》（さいたま市丸山公園）

#### 2017年（平成29年）
■磯辺行久記念・越後妻有清津倉庫美術館オープン（新潟県十日町市）

#### 2018年（平成30年）
□7月29日〜9月17日　大地の芸術祭 越後妻有アートトリエンナーレ2018（新潟県津南町）《サイフォン導水のモニュメント》
■《磯辺行久の世界―記号から環境へ》（磯辺行久記念・越後妻有清津倉庫美術館）

#### 2019年（平成31年）
□3月29日〜6月16日　百年の編み手たち─流動する日本の近現代美術─（東京都現代美術館）《無題（人と雲）》《全国共済農業協同組合連合会ビル壁画》《WORK’65-50（風神・雷神）》《不確かな風向き─箱》《脆弱な地域　イル・ド・フランス》《天空に浮かぶ信濃川の航跡》のためのドローイング、《東京ゼロメートル》のためのドローイング

### 2020年代

#### 2020年（令和2年）
□6月2日〜21日（当初予定：3月14日〜6月14日）　ドローイングの可能性（東京都現代美術館）
□6月9日〜9月27日（当初予定：3月14日〜6月14日）　もつれるものたち（東京都現代美術館）

#### 2021年（令和3年）
□1月30日〜8月23日　Aerodream: Architecture, design et Inflatable structures gonflables 1950-2020, Centre Pompidou – Metz（フランス、メッス）
□10月6日〜2022年2月14日　Aerodream: Architecture, art, design et structures gonflables, Cité de l’architecture & du patrimoine（Paris, France）

#### 2022年（令和4年）
□4月29日〜11月13日　大地の芸術祭　越後妻有アート・トリエンナーレ2022《消えた集落　閉村の碑からよみとるもうひとつの理由》（新潟県松代）《昔はみんなたのしかった　 文化人類学手法によるフィールド・ワークから》（新潟県十日町市）《三箇の人々は自然の厳しさ　恵みをいかし、郷土を育んできた》（新潟県津南市）
□6月23日～10月1日　Les Êtres Lieux, Maison de la Culture du Japon à Paris《パリ市のエネルギー》（Paris, France）
※本年譜は『磯辺行久 Landscape ─ Yukihisa Isobe Artist-Ecological Planner』展（東京都現代美術館、2007年）所載の年譜（関　直子 編）に加筆したものである。